# Miserias de la guerra (película)
Miserias de la guerra (título original: Fortunes of War) es una película estadounidense de 1994 dirigida por Thierry Notz y protagonizada por Matt Salinger, Sam Sorbo y Haing S. Ngor.

## Argumento
El ex cooperante Peter Kernan recibe un día la orden de su dudoso amigo Pimmler de llevar un camión lleno de medicinas a Camboya y venderlas a los Jemeres Rojos de la forma más rentable posible.
Sin embargo la aparentemente simple acción que debería ser ese encargo resulta al final ser un peligroso desafío entre todos los frentes. Finalmente, cuando Carl conoce al médico de la selva Labeck, que arriesga su vida para curar a los refugiados, él tiene preocupaciones morales y entonces lucha después de ello por el lado correcto.

## Reparto
| Actor             | Personaje       |
| ----------------- | --------------- |
| Matt Salinger     | Peter Kernan    |
| Sam Sorbo         | Johanna Pimmler |
| Haing S. Ngor     | Khoy Thuon      |
| Martin Sheen      | Francis Labeck  |
| Michael Ironside  | Carl Pimmler    |
| Michael Nouri     | Padre Aran      |
| Frankie J. Holden | Rodger Crawley  |
| Vic Diaz          | Coronel Shan    |

## Recepción
Hoy en día la película ha sido valorada en portales cinematográficos. En IMDb, por ejemplo, con 245 votos votos registrados, el filme obtiene una media ponderada de 4,8 sobre 10. En cuanto a Rotten Tomatoes, los más de 100 votos registrados le dieron allí una valoración media de 3,7 de 5. También cabe destacar, que en La Vanguardia el 33 % de los usuarios registrados en ese periódico le dan una valoración positiva al filme.